# Sapucaia (kommun i Brasilien, Pará)
Sapucaia är en kommun i Brasilien.   Den ligger i delstaten Pará, i den centrala delen av landet, 1 000 km norr om huvudstaden Brasília. Antalet invånare är 5 047.
I omgivningarna runt Sapucaia växer i huvudsak städsegrön lövskog. Runt Sapucaia är det mycket glesbefolkat, med 3 invånare per kvadratkilometer.